# アイスランドの大統領
アイスランドの大統領（アイスランドのだいとうりょう、アイスランド語: Forseti Íslands）は、アイスランドの元首たる大統領である。

## 概要
共和国発足時の1944年6月17日に施行された憲法により規定されており、憲法制定と同時に初代大統領が誕生した。以来2024年までに、女性2人を含め7代を数える。初代大統領が任期中に死去した際、一時的に空席となった。なお大統領は、ファルコン勲章のグランドマスターでもある。

## 官邸
大統領公邸はレイキャヴィークに近いアゥルタネース半島にあるベッサスタージルと定められている。

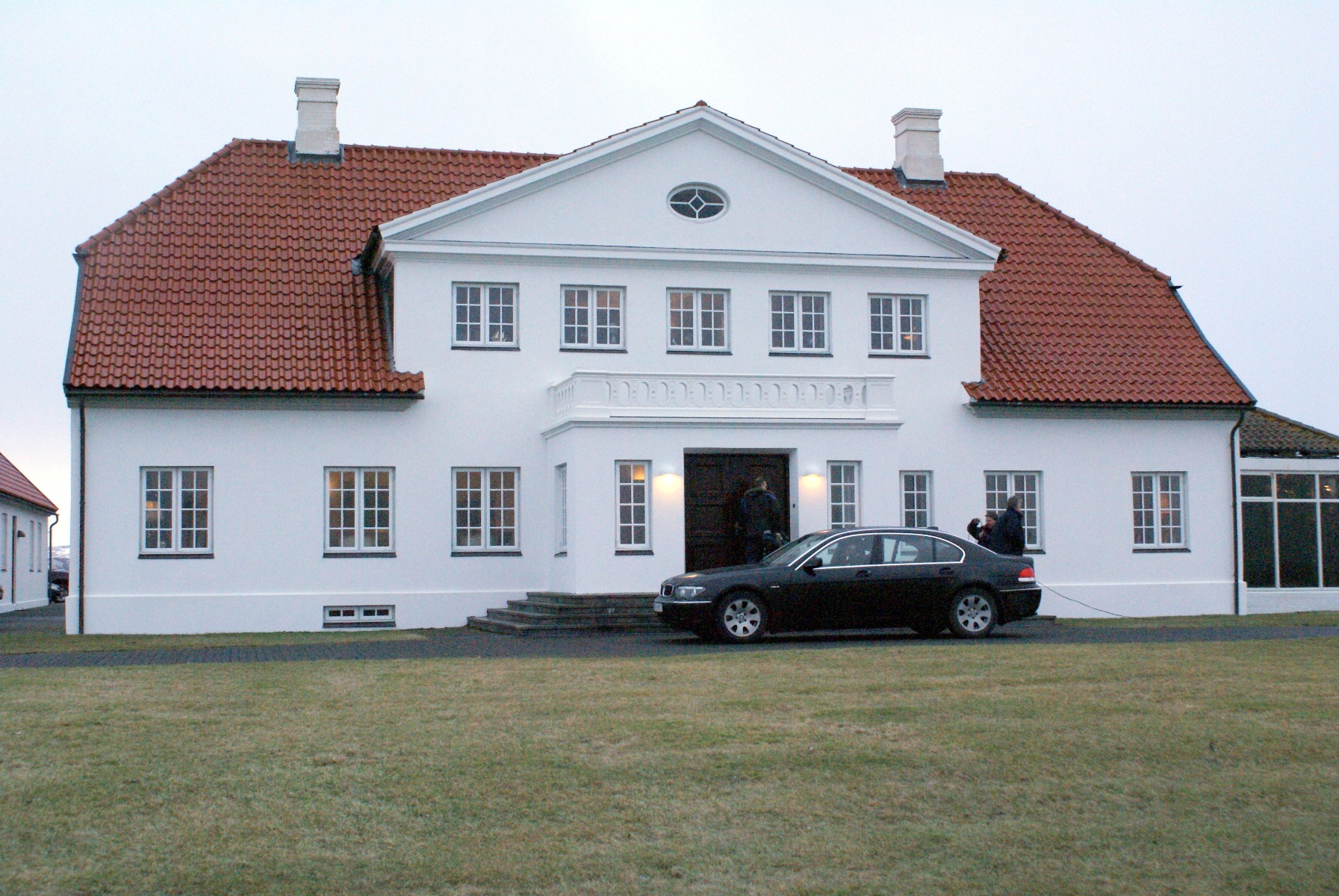
ベッサスタージル

## 選出規定
大統領は国民の直接選挙により選出される。任期は4年で、再選制限は無い。大統領選挙に立候補するためには、35歳以上のアイスランド国民であり、1500人から3000人の有権者による推薦を受けなければならない。
大統領選挙への立候補者が複数の場合は投票が行われ、最多得票者が当選する。立候補者が1人だけの場合は、その1人が無投票で当選を決める。

## 権限
アイスランドは議院内閣制の共和国である。大統領は象徴的な役割を果たすに留まり、実際の行政は首相率いる内閣によって成される。大統領の権限は外国の駐アイスランド大使の信任状接受といった、国家元首としての儀礼的なものに限られる。大統領は形式的に首相・閣僚の任命権や条約の締結権、アルシングで可決された法案への署名権、恩赦を与える権利などを持つが、いずれもアルシングの方針に従う必要がある。

## 大統領委員会
アイスランドには副大統領職はない。大統領職が任期途中に空席となった場合は、選挙が行われるまでの期間、憲法の規定で大統領の職務と権能は大統領委員会によって代行される。大統領委員会は首相、アルシング議長及び最高裁判所長官によって構成される。

## 大統領の一覧
| 代  | 大統領                                                      | 大統領 | 所属政党 | 期                          | 在任期間                     | 在任期間    | 備考                          |
| --- | ----------------------------------------------------------- | ------ | -------- | --------------------------- | ---------------------------- | ----------- | ----------------------------- |
| 001 | スヴェイン・ビョルンソン Sveinn Björnsson                   |        | 無所属   | 1                           | 1944年6月17日 - 1945年       | 7年 + 222日 |                               |
| 001 | スヴェイン・ビョルンソン Sveinn Björnsson                   | 2      | 無所属   | 1945年 - 1949年             | 無投票当選                   | 7年 + 222日 |                               |
| 001 | スヴェイン・ビョルンソン Sveinn Björnsson                   | 3      | 無所属   | 1949年 - 1952年1月25日      | 無投票当選在任中に死去       | 7年 + 222日 |                               |
| 0－ | ステイングリムル・ステイントルソン Steingrímur_Steinþórsson | 3      |          | 進歩党                      | 1952年1月25日 - 1952年8月1日 | 189日       | 大統領代行 （首相）           |
| 0－ | シグルドゥル・ビャルナソン Sigurður_Bjarnason               | 3      |          | 独立党                      | 1952年1月25日 - 1952年8月1日 | 189日       | 大統領代行 （アルシング議長） |
| 0－ | ジョン・アスビョルンソン Jón Ásbjörnsson                    | 3      |          | 無所属                      | 1952年1月25日 - 1952年8月1日 | 189日       | 大統領代行 （最高裁判所長官） |
| 002 | アウスゲイル・アウスゲイルソン Ásgeir Ásgeirsson            |        | 進歩党   | 4                           | 1952年8月1日 - 1956年8月1日  | 16年 + 0日  |                               |
| 002 | アウスゲイル・アウスゲイルソン Ásgeir Ásgeirsson            | 5      | 進歩党   | 1956年8月1日 - 1960年8月1日 | 無投票当選                   | 16年 + 0日  |                               |
| 002 | アウスゲイル・アウスゲイルソン Ásgeir Ásgeirsson            | 6      | 進歩党   | 1960年8月1日 - 1964年8月1日 | 無投票当選                   | 16年 + 0日  |                               |
| 002 | アウスゲイル・アウスゲイルソン Ásgeir Ásgeirsson            | 7      | 進歩党   | 1964年8月1日 - 1968年8月1日 | 無投票当選                   | 16年 + 0日  |                               |
| 003 | クリスチャン・エルジャン Kristján Eldjárn                   |        | 無所属   | 8                           | 1968年8月1日 - 1972年8月1日  | 12年 + 0日  |                               |
| 003 | クリスチャン・エルジャン Kristján Eldjárn                   | 9      | 無所属   | 1972年8月1日 - 1976年8月1日 | 無投票当選                   | 12年 + 0日  |                               |
| 003 | クリスチャン・エルジャン Kristján Eldjárn                   | 10     | 無所属   | 1976年8月1日 - 1980年8月1日 | 無投票当選                   | 12年 + 0日  |                               |
| 004 | ヴィグディス・フィンボガドゥティル Vigdís Finnbogadóttir    |        | 無所属   | 11                          | 1980年8月1日 - 1984年8月1日  | 16年 + 0日  |                               |
| 004 | ヴィグディス・フィンボガドゥティル Vigdís Finnbogadóttir    | 12     | 無所属   | 1984年8月4日 - 1988年8月1日 | 無投票当選                   | 16年 + 0日  |                               |
| 004 | ヴィグディス・フィンボガドゥティル Vigdís Finnbogadóttir    | 13     | 無所属   | 1988年8月1日 - 1992年8月1日 |                              | 16年 + 0日  |                               |
| 004 | ヴィグディス・フィンボガドゥティル Vigdís Finnbogadóttir    | 14     | 無所属   | 1992年8月1日 - 1996年8月1日 | 無投票当選                   | 16年 + 0日  |                               |
| 005 | オラフル・ラグナル・グリムソン Ólafur Ragnar Grímsson       |        | 無所属   | 15                          | 1996年8月1日 - 2000年8月1日  | 20年 + 0日  |                               |
| 005 | オラフル・ラグナル・グリムソン Ólafur Ragnar Grímsson       | 16     | 無所属   | 2000年8月1日 - 2004年8月1日 | 無投票当選                   | 20年 + 0日  |                               |
| 005 | オラフル・ラグナル・グリムソン Ólafur Ragnar Grímsson       | 17     | 無所属   | 2004年8月1日 - 2008年8月1日 |                              | 20年 + 0日  |                               |
| 005 | オラフル・ラグナル・グリムソン Ólafur Ragnar Grímsson       | 18     | 無所属   | 2008年8月1日 - 2012年8月1日 | 無投票当選                   | 20年 + 0日  |                               |
| 005 | オラフル・ラグナル・グリムソン Ólafur Ragnar Grímsson       | 19     | 無所属   | 2012年8月1日 - 2016年8月1日 |                              | 20年 + 0日  |                               |
| 006 | グズニ・ヨハンネソン Guðni Thorlacius Jóhannesson           |        | 無所属   | 20                          | 2016年8月1日 - 2020年7月7日  | 8年 + 0日   |                               |
| 006 | グズニ・ヨハンネソン Guðni Thorlacius Jóhannesson           | 21     | 無所属   | 2020年7月7日 - 2024年8月1日 |                              | 8年 + 0日   |                               |
| 007 | ハッラ・トーマスドッティル Halla Tómasdóttir                |        | 無所属   | 22                          | 2024年8月1日 - （現職）      | 317日       |                               |